# Тем больнее падать
«Тем больнее падать» (англ. The Harder They Fall) — американский фильм 2021 года, снятый режиссёром и сценаристом Джеймсом Сэмюэлом в традициях «чёрного вестерна». Главные роли в нём сыграли Джонатан Мейджорс, Идрис Эльба и Зази Битц.

## Сюжет
Действие фильма происходит на американском Диком Западе. Главный герой — бандит Нэт Лав, который узнаёт, что убийцу его отца выпустили из тюрьмы. Теперь задача Нэта — отомстить. Сюжет картины вымышлен, но ключевые персонажи носят имена реальных исторических личностей.

## В ролях
- Джонатан Мейджорс — Нэт Лав
- Идрис Эльба — Руфус Бак
- Зази Битц — Мэри Филдс
- Лакит Стэнфилд — Кроуфорд Голдсби.
- Делрой Линдо — Басс Ривз
- Реджина Кинг — Труди Смит
- Эди Гатеги — Билл Пикетт
- Рональд Сайлер — Джеймс Бекуорт
- Дэймон Уэйанс-мл — Монро Граймс

## Создание и оценки
Проект был анонсирован в июле 2019 года. Главную роль получил Джонатан Мейджорс, режиссёром стал Джеймс Сэмюэл. Съёмки начались в марте 2020 года в Санта-Фе (Нью-Мексико), дважды приостанавливались из-за пандемии коронавируса. Фестивальная премьера фильма состоялась 6 октября 2021 года в Лондоне, а 3 ноября того же года картина появилась на Netflix.
На сайте-агрегаторе Rotten Tomatoes картина получила рейтинг 87 % на основании 175 критических отзывов. Рецензенты констатируют, что она снята в традициях «чёрного вестерна»: все основные роли сыграны чернокожими артистами. Это соответствует в том числе историческим фактам (приблизительно каждый четвёртый ковбой Дикого Запада был чернокожим), но всё же привлекает внимание зрителей.
Обозреватель «Коммерсанта» охарактеризовал «Тем больнее падать» как «дерзкое кино» из-за каста, современного саундтрека и сюжетного «ключа наоборот»: «здесь за каждым именем — вполне реальная история и реальная фигура, которая при этом не имеет никакого отношения к показанному на экране». В силу всего этого рецензент пишет о деконструкции жанра вестерна. По его мнению, фильм «не только подрывает устойчивый к любым переменам голливудский миф, но и, в конечном итоге раздражая зрителя, завладевает его вниманием и заставляет, поборов инерцию восприятия, углубиться если не в исторические статьи о том, как и кем был завоеван Запад, то хотя бы в „Википедию“».
С точки зрения обозревателя «Фильм.ру» картина «ловко снята, но довольно тривиальна». Этот рецензент отметил, что в проекте собрались почти все темнокожие звёзды Голливуда; по его мнению, режиссёру удались сцены перестрелок, а сюжет в целом не вышел за рамки жанровых стандартов. Автор рецензии для журнала «Сеанс» увидел в «Тем больнее падать» «редкое сочетание мнимой простоты и концептуальной сложности, жанровой легкости и смысловой глубины»
Награды и номинации
- 2021 — премия Национального совета кинокритиков США за лучший ансамбль.
- 2022 — премия BAFTA за лучший дебют британского сценариста, режиссёра или продюсера (Джеймс Сэмюэл).
- 2022 — две номинации на премию «Выбор критиков» за лучший актёрский ансамбль и за лучшую песню («Guns Go Bang»).
- 2022 — две номинации на премию «Спутник» за лучшую оригинальную музыку (Джеймс Сэмюэл) и за лучший звук.
- 2023 — премия Американского общества специалистов по кастингу за лучший кастинг для фильма, не выходившего в театре.